# Thomas Overbury
Sir Thomas Overbury (pokřtěn 1581 – 14. září 1613) byl anglický básník a esejista, známý je ovšem také jako oběť vraždy, která vedla ke skandálnímu soudu. Jeho báseň Žena, někdy uváděna pod názvem Manželka, zobrazující ctnosti, které má mladý muž požadovat od ženy, hrála velkou roli v událostech, které urychlily jeho vraždu.

## Pozadí
Thomas Overbury se narodil v Compton Scorpion, poblíž Ilmingtonu v hrabství Warwickshire. Byl synem Nicholase Overburyho z Bourton-on-the-Hill, Gloucester a Mary Palmer. V roce 1595 začal studia na královské vysoké škole Queen's College v Oxfordu. V roce 1598 získal titul bakaláře umění (BA) a odešel do Londýna studovat právo na Inns of Court. Brzy se spřátelil se sirem Robertem Cecillem, 1. hrabětem z Salisbury, který rád cestoval na kontinent a měl pověst muže vynikající mysli a svobodného chování. Pravděpodobně v roce 1601, když Thomas Overbury trávil čas v Edinburghu, setkal se Robertem Carrem, hrabětem ze Somersetu, a s Georgem Homem, 1. hrabětem z Dunbaru (ca 1556 – 20. ledna 1611), mužem pochybné pověsti, který byl v posledních desetiletí svého života nejvýznamnějším a nejvlivnějším Skotem v Anglii. Spravoval královskou domácnost a měl pod kontrolou státní záležitostí Skotska a byl také hlavním skotským poradcem krále Jakuba I. Stuarta a měl jeho plnou podporu a důvěru. Mezi oběma muži se utvořilo přátelství a společně přišli do Londýna. Je možné, že uvedení Overburyho ke dvoru zprostředkoval právě hrabě z Dunbaru. Zpočátku byl Thomas pouze jedním z mnoha králových sloužících, ale v červnu 1608 byl králem pasován na rytíře. Od října 1608 do srpna 1609 cestoval do Nizozemska a Francie, pobýval v Antverpách a Paříži. S pomocí Overburyho mladý Carr krále zaujal a brzy se stal jeho oblíbencem. Netrvalo dlouho a stal se po siru Robertu Cecilovi nejmocnějším mužem v Anglii.

## Dvorské intriky a smrt
Po smrti lorda Roberta Cecilla v 1612 se skupina složená z Henryho Howarda, 1. lorda z Northamptonu, Thomase Howarda, 1. lorda ze Suffolku, jeho zetě Williama Knollyse, 1. lorda z Banbury, a Charlese Howarda, 1. lorda z Nottinghamu, spolu se sirem Thomasem Lakem rozhodla převzít kontrolu nad vládou. Robert Carr byl u dvora závislý na svém důvěrném příteli, Overburym. Do tábora Howardů se Carr dostal poté, co navázal důvěrný vztah s vdanou Frances Howardovou, hraběnkou z Essexu, dcerou hraběte ze Suffolku. Overbury byl od počátku proti tomuto vztahu a varoval Carra, že tato aféra poškodí Carrovo postavení u dvora a že Frances Howardová je známá svým nemravným chováním. Ale Carr byl zamilovaný, a prozradil hraběnce, co o ní Overbury tvrdí. Právě v té době Overbury napsal a také šířil svou báseň „A Wife“, která byla obrazem ctností, které by mladý muž měl požadovat od ženy, se kterou se hodlá oženit. Hraběnka věřila, že Overburyho báseň je pokusem upozornit svého přítele na její špatnou pověst a pochybnou morálku. Situace se nyní pro Carra změnila v smrtící duel mezi Frances, jeho milenkou, a Overburym, jeho přítelem. Hraběnka se pokoušela dokazovat, že text Overburyho básně je výrazem neúcty k manželce Jakuba I. Stuarta, královně Anně Dánské. Ve snaze zamezit skandálu král Jakub I. nabídl Overburymu místo velvyslance u dvora ruského cara Michaila I. Fjodoroviče. Overbury nabídku odmítl, chtěl zůstat v Anglii a chránit svého přítele. Overburyho arogance krále nejen překvapila, ale hlavně urazila, a tak byl básník 22. dubna 1613 vsazen do vězení v Toweru, kde 14. září 1613 zemřel.

## Začátek skandálu
Carr podporován táborem Howardů získal Jakubův souhlas s anulováním manželství Frances Howardové s Robertem Devereuxem, 3. hrabětem z Essexu. Jako důvod byla uváděna impotence hraběte. S pomocí královny Anny bylo manželství řádně zrušeno dne 25. září 1613, a to navzdory Essexově odporu vůči obvinění z impotence. O dva měsíce později bylo ohlášeno uzavření manželství mezi Frances Howardovou a Robertem Carrem, nyní lordem ze Somersetu. Sňatek byl událostí sezóny, oslavovaný ve verši Johna Donna. Nástup Howardů k moci se zdál být úplný. Počaly se ale šířit zvěsti o podezřelém úmrtí Overburyho ve vězení. Téměř o dva roky později, v září 1615, když král Jakub vyměnil Carra za svého nového favorita George Villierse, guvernér vězení v Toweru poslal králi dopis s informací, že jeden ze strážců přinesl vězni otrávené jídlo a léky. Jakub toto podezření odmítal, ale pověsti se dále šířily, dokonce se ozývaly hlasy o angažovanosti krále v celé aféře. To donutilo Jakuba nařídit vyšetřování. Podrobnosti o vraždě přednesl sir Edward Coke. Soudu předsedal sir Francis Bacon.

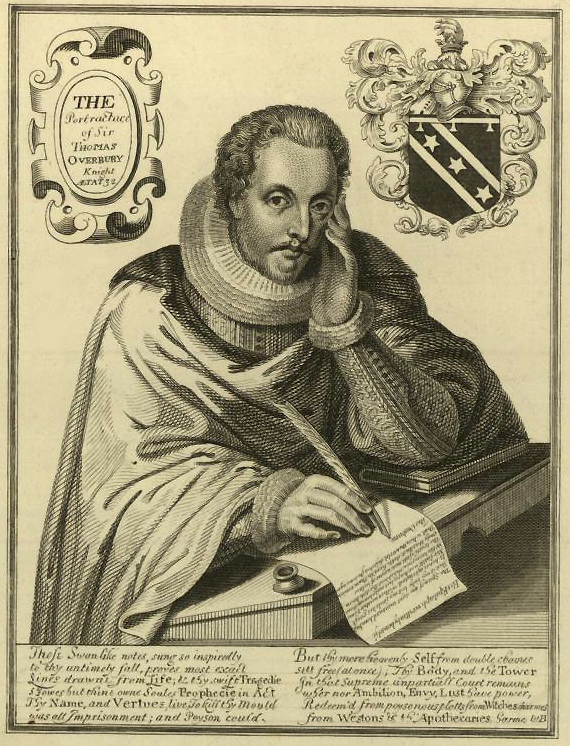
Sir Thomas Overbury, rytina, autor Renold Elstracke, kolem 1615 až 1616

## Soud
V průběhu šesti velmi sledovaných soudních zasedání konaných na konci roku 1615 a na počátku roku 1616 vyšly najevo důkazy o spiknutí. Bylo velice pravděpodobné, že byl Overbury obětí spiknutí lordů z Northamptonu a Suffolku spolu s Carrem. Jako spolupachatelka byla obviněna Frances Howardová, která se chtěla zbavit Overburyho pro jeho vliv na Carra v průběhu řízení o anulování manželství. Overbury byl pro tábor Howardů nebezpečný také proto, že znal příliš mnoho o Carrových jednání s Frances a byl motivovaný hlubokým politickým nepřátelstvím k jejich klanu. Stále není jisté, jak velký byl podíl Carra na zločinu, či jak mnoho o něm věděl. Frances však nebyla spokojená s tím, že je Overbury ve vězení. Trvala na tom, že už by se nikdy neměl objevit na scéně. Podařilo se jí nahradit velitele Toweru, sira Williama Wadeho za sira Gervase Helwyse, a jako Overburyho žalářníka dosadit Richarda Westona, o němž se zlověstně říkalo, že je člověk dobře obeznámený s účinky drog. Westonovi poté pomáhala paní Anne Turnerová, vdova po lékaři spolu s lékárníkem jménem Franklin, který vyrobil pro Overburyho jed, kyselinou sírovou ve formě vitriolu. Pro spiklence nemuselo být obtížné zajistit Jakubovu tichou součinnost, neboť král neměl rád Overburyho pro jeho vliv na Carra. John Chamberlain (1553–1628), anglický historik, psal v té době, že král už dlouho toužil odstranit ho od lorda Rochestera, neboť se obával, že svět by se mohl domnívat, že jemu vládne Rochester a Overbury vládne Rochesterovi. Overbury byl tedy otráven. Frances Howardová připustila svou účast na jeho vraždě, ale její manžel to neudělal. Jakub se obával, co by o něm mohl Carr u soudu vypovídat. Posílal opakovaně do Toweru slib beztrestnosti za přiznání účasti na vraždě. Mohl by mně obvinit, že jsem se nějakým způsobem podílel na jeho zločinu. Pár byl shledán vinným a odsouzen k smrti; nicméně byli nakonec jim bylo odpuštěno. Čtyři spolupachatelé – Richard Weston, Anne Turnerová, Gervaise Helwysová a Simon Franklin – byli také shledáni vinnými a odpuštění nedosáhli, chyběli jim mocní spojenci.
Spojení krále Jakuba I. Stuarta s tímto skandálem vyvolalo velké pobouření a v očích veřejnosti nenapravitelně poškodilo obraz dvora Jakuba I. jako místo plné korupce a zkaženosti.